# 深泥池貴舩神社
深泥池貴舩神社（みそろがいけきふねじんじゃ）は、京都府京都市北区上賀茂深泥池町にある神社。単に貴舩神社とも呼ばれる。

## 概要
貴船の本宮が洛中からあまりにも遠く、参詣が大変であったため、寛文年間(1660-1670)の10月23日に御分霊が行われ、深泥池の農民らが勧請し、鞍馬街道筋の当地に鎮座したと伝わる。
農耕をはじめ、住民の安寧、除災招福の守護神として信仰されている。

## 境内社

### 秋葉神社

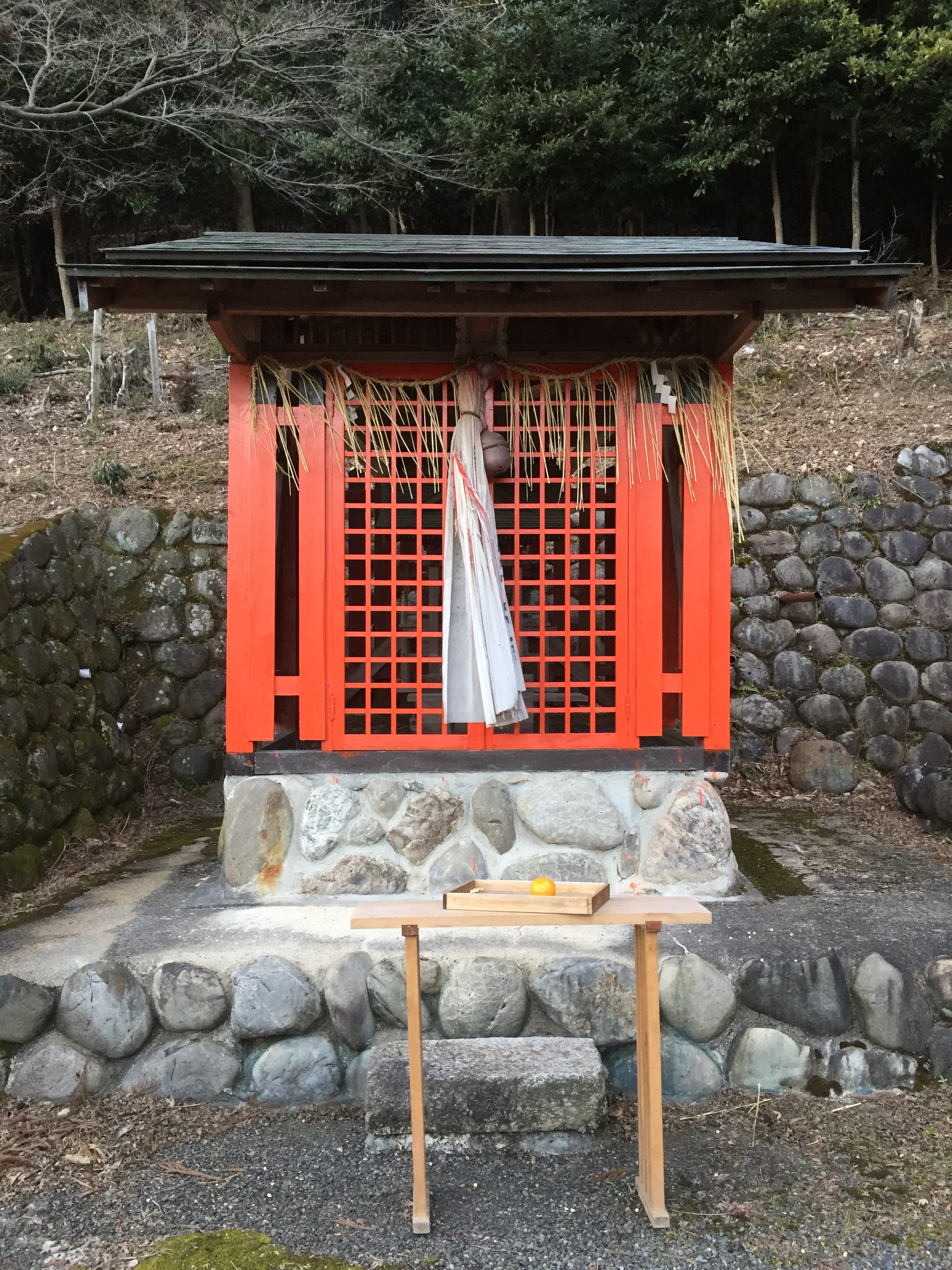
秋葉神社 本殿

祭神：秋葉明神
平成4年(1992)に再建された。

#### すぐき発祥の歴史
かつて、深泥池は七つ森七軒村といわれ、その一番森を「消し山」と称し、火伏の神である秋葉神社が1200年前から祀られていた。しかし、神仏混交の社であったが故に、明治の廃仏毀釈の令により、賀茂社の社家が社を打ち壊した。翌年の春、社の修復を怠った村に大火が起こり、村民らは家財農具の一切を焼失した。失意した人々が焼け跡を整理していると、どの家の跡にも漬け物桶だけが焼け残っていた。疲労と空腹に耐えていた人々が漬け物桶をあけると、中の漬物は火が通り、良い匂いがしていた。村の長が漬物の茎を一本試食したところ、「酸い茎や」といった。これがすぐき発祥の歴史である。

### 弁財天社
祭神：弁財天

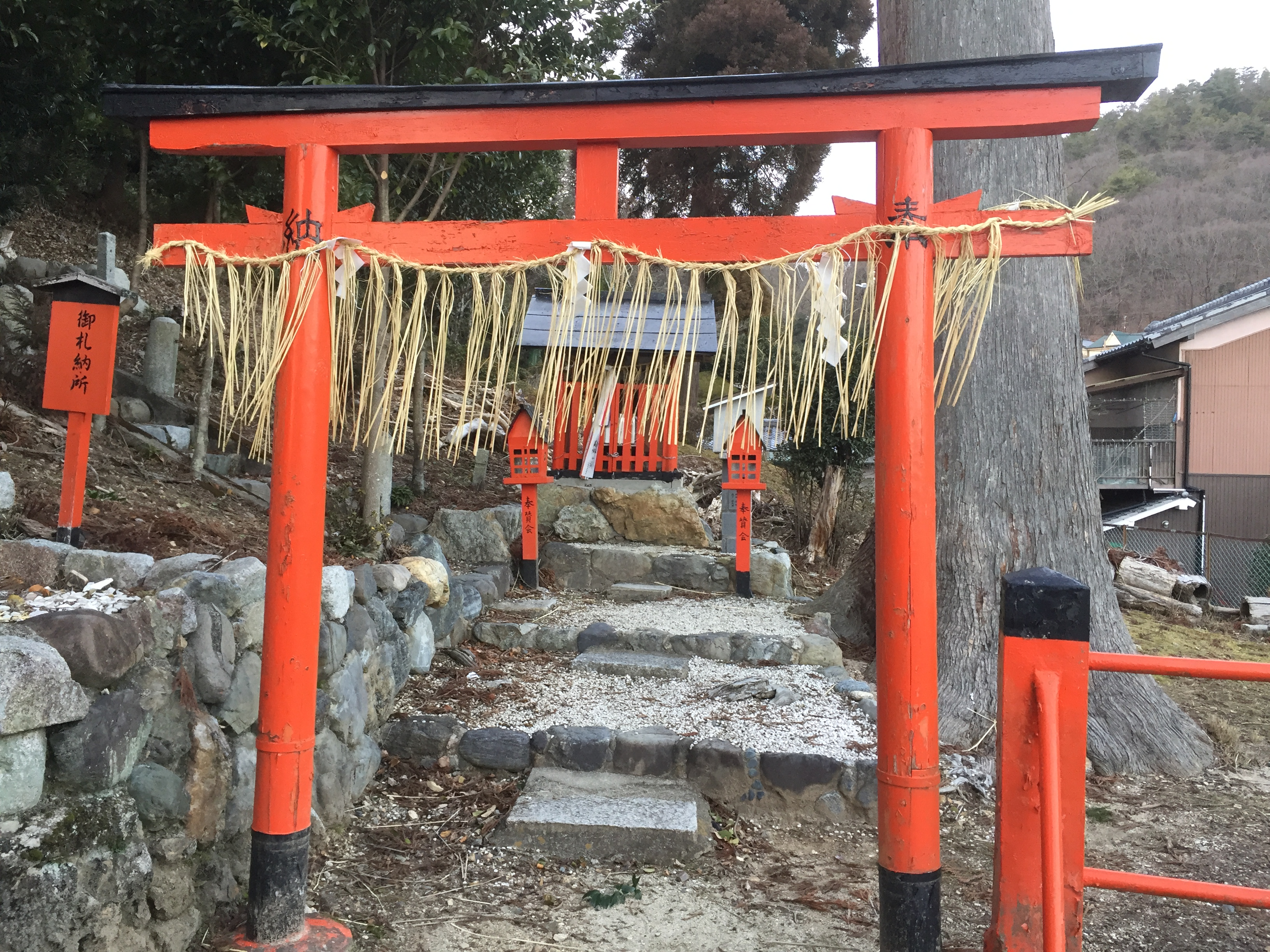
弁財天社 鳥居

### 役行者
祭神：役行者

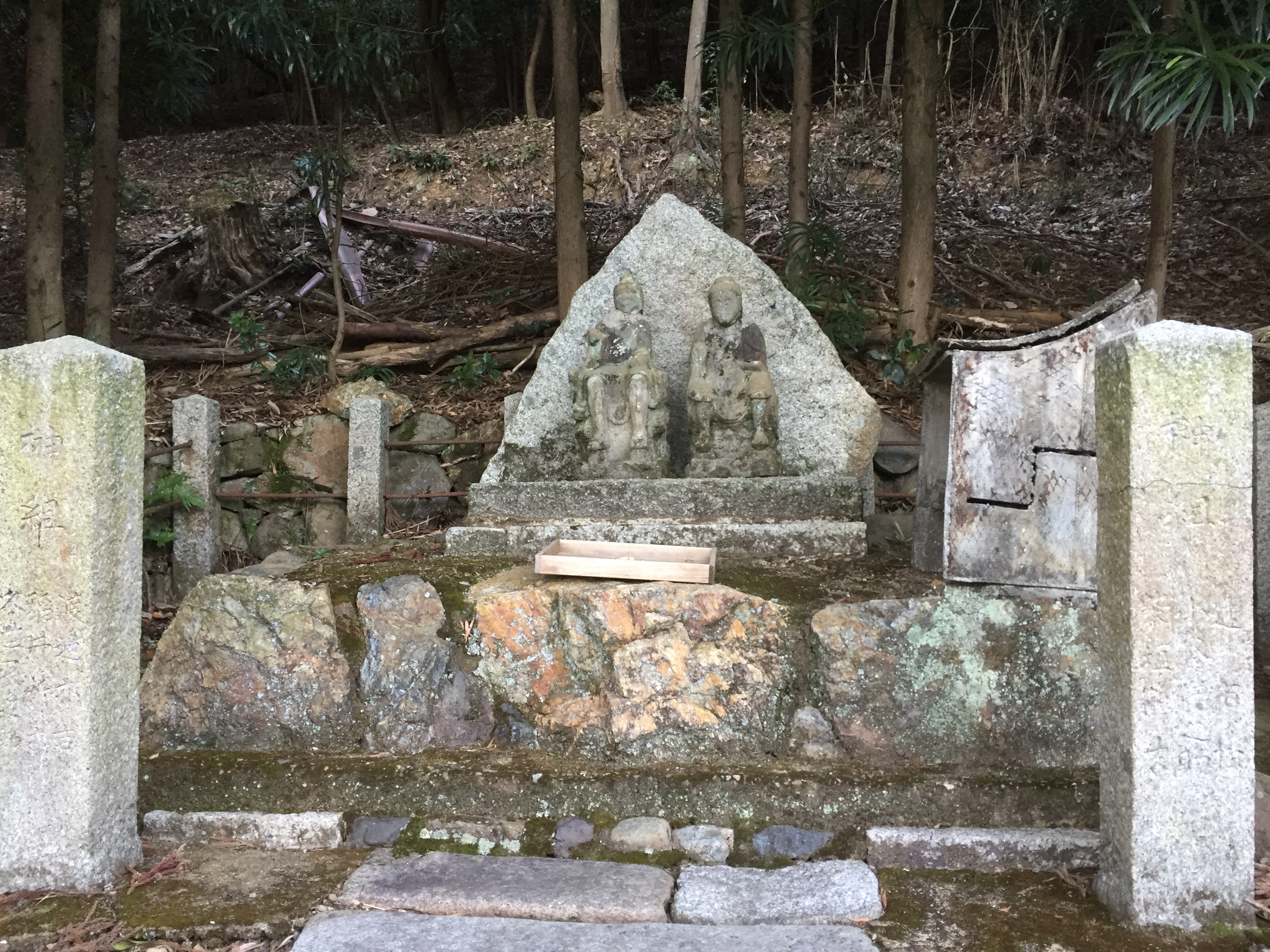
役行者像